# Bit Bahiani

Estados arameos en Mesopotamia en el siglo IX a. C.

Bit Baḫiani (también escrito Bīt Bakhiāni) fue un reino independiente, una ciudad-estado aramea (c. 1200-808 a. C.) y una provincia asiria (c. 810-706 a. C.), cuya capital  Guzana (moderna Tell Halaf) ocupaba una posición estratégica en la ruta que unía Asiria con el Éufrates.
Está situada en el curso alto del río Jabur, al norte de Siria.
Bit Baḫiani fue gobernada por el rey Kapara. Después de convertirse en tributario de Asiria formó una alianza con Izalla para rebelarse. Hubo al menos cinco reyes y cuatro gobernadores de Bit Baḫiani poco antes de perder el uso de su nombre. Los arqueólogos hallaron su palacio.